# Tossal Gros (Sarroca de Lleida)
El Tossal Gros és una muntanya de 251 metres que es troba al municipi de Sarroca de Lleida, a la comarca catalana del Segrià.